# Pecorino (fromage)
Pour les articles homonymes, voir Pecorino.
Le pecorino est un fromage italien au lait de brebis (pecora en italien).

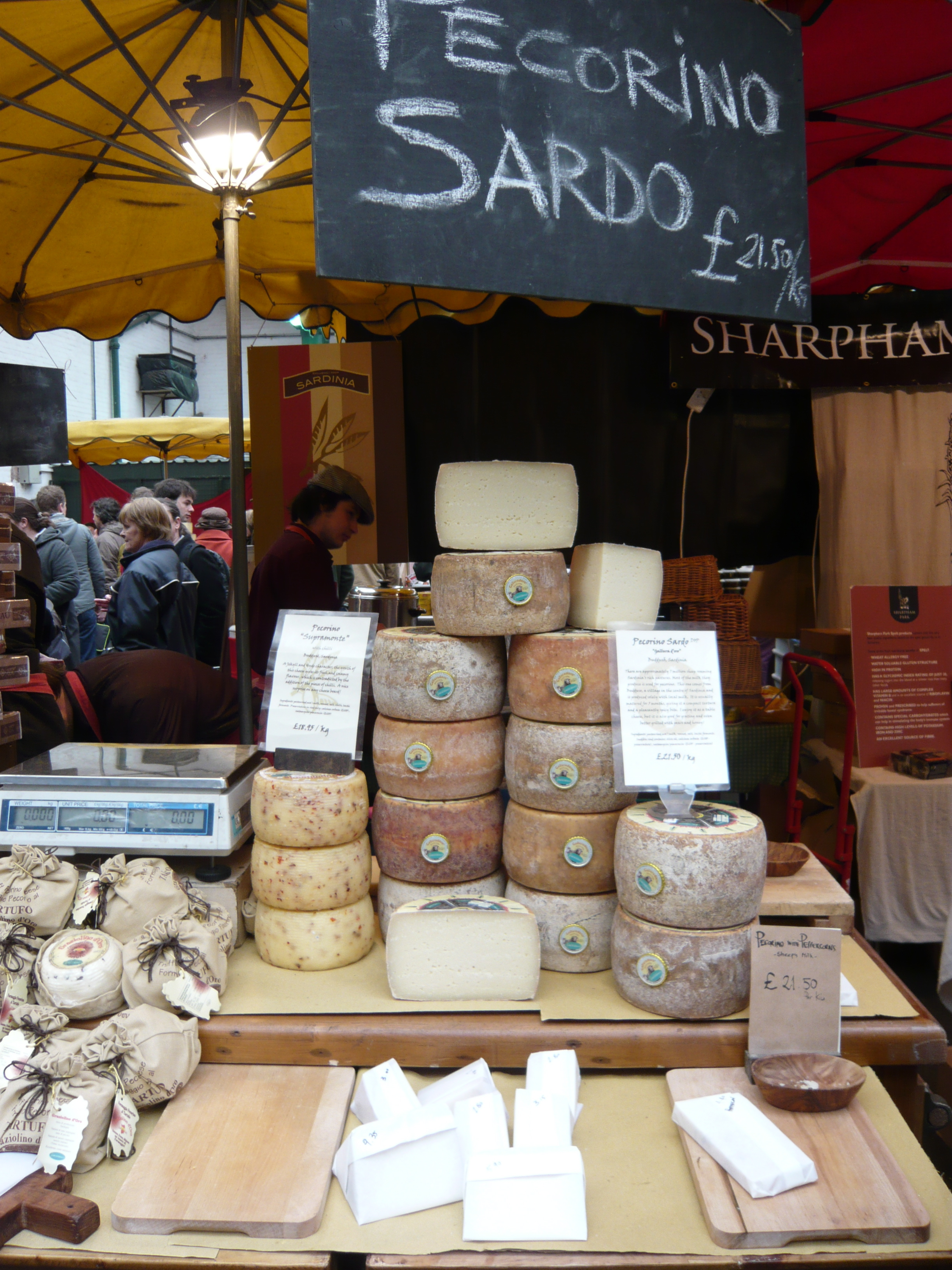
Pecorino sardo.

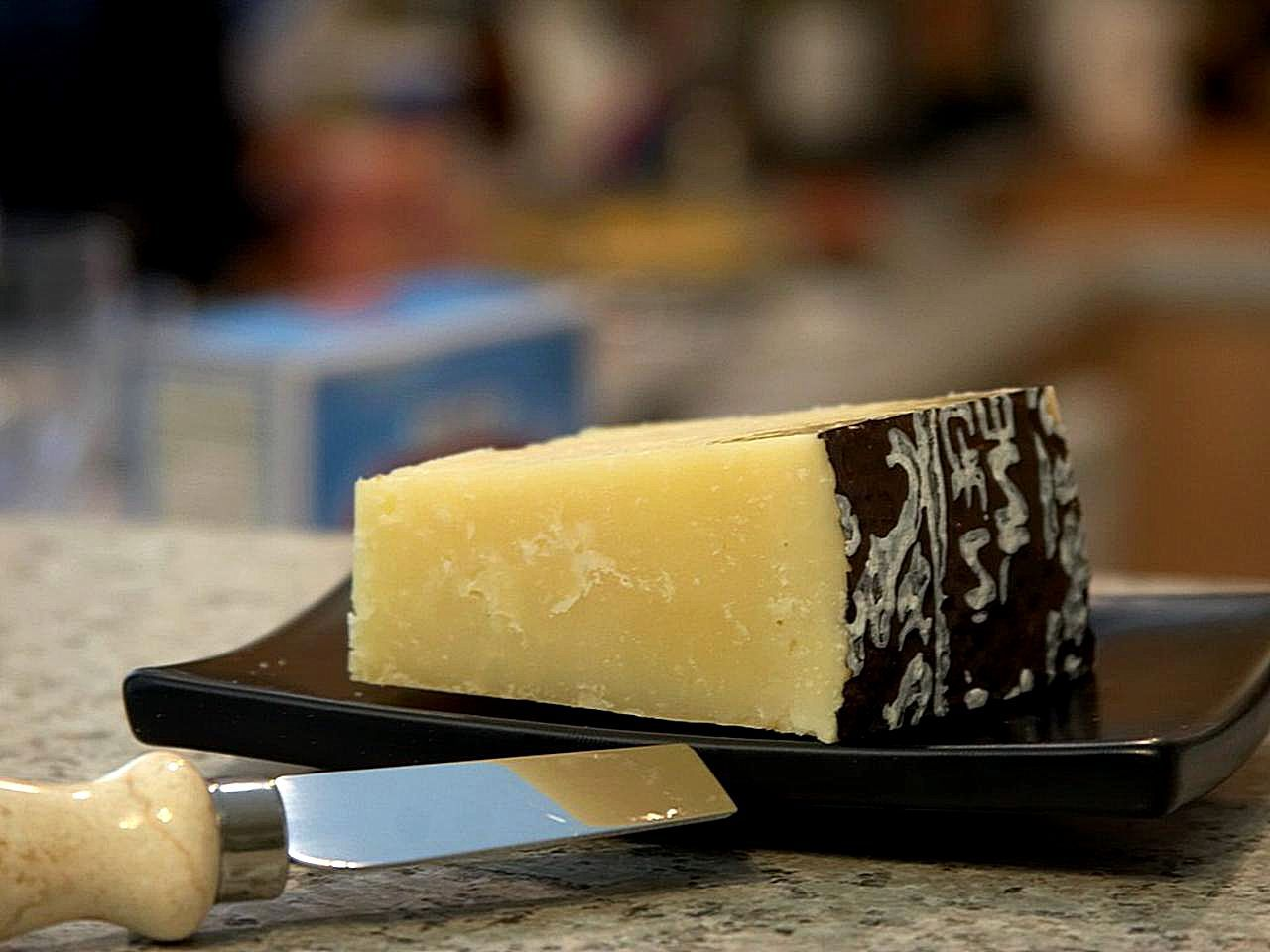
Pecorino romano.

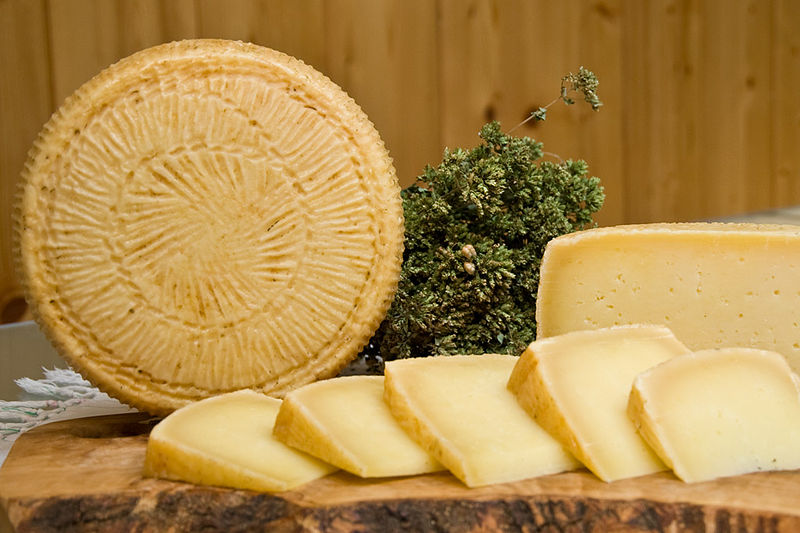
Pecorino di Filiano.

## Label européen
Cinq appellations Pecorino sont reconnues par le label de qualité européen DOP.
- Pecorino Romano, un fromage produit dans le Latium.
- Pecorino Sardo, un fromage produit en Sardaigne.
- Pecorino siciliano (it), (picurinu sicilianu, en sicilien), un fromage produit en Sicile.
- Pecorino di Filiano (it), produit en Basilicate.
- Pecorino Toscano, un fromage produit en Toscane (région de Florence).

### Autres fromagesPecorinoDOP
Beaucoup d'autres fromages italiens au lait de brebis sont reconnus par le label de qualité européen DOP parmi ceux-ci :
- Piacentino ennese, fromage produit en Sicile.
- Vastedda della valle del Belìce, fromage produit en Sicile.

## PAT (Produits agroalimentaires traditionnels)
Les Italiens reconnaissent aussi, au niveau national, plusieurs autres variétés régionales :
- Pecorino di Farindola
- Pecorino di Moliterno (Basilicate)
- Formaggio pecorino di Atri
- Pecorino d'Abruzzo
- Pecorino Bagnolese (Campanie)

### Variétés toscanes
En Toscane, il existe les variétés suivantes :
- Pecorino a crosta fiorita, pecorino buccia di rospo
- Pecorino a latte crudo abbucciato
- Pecorino a latte crudo della montagna pistoiese (pecorino di Pistoia)
- Pecorino a latte crudo della provincia di Siena
- Pecorino alle erbe aromatiche, pecorino fresco verde
- Pecorino del Casentino
- Pecorino del Parco di Migliarino-San Rossore
- Pecorino della costa apuana, pecorino massese
- Pecorino della Garfagnana e delle colline lucchesi
- Pecorino della Lunigiana
- Pecorino delle balze volterrane, pecorino pisano
- Pecorino delle colline senesi
- Pecorino di Pienza stagionato in barriques
- Pecorino stagionato in foglie di noce
- Pecorino di Pienza dont l'affinage comprend les stades suivants :
  - fresco (frais)
  - semi-stagionato (semi-vieilli)
  - stagionato (« affiné » ou « vieilli »    delle Crete Senesi ou del Val d'Orcia). Les meules de pecorino servant même à un jeu de boules sur la place principale de Pienza (la Ruzzola del Formaggio).

### Variétés siciliennes
En Sicile, il existe les variétés suivantes :
- Belicino
- Caciotta degli Elimi
- Canestrato
- Formaggio di Santo Stefano di Quisquina
- Maiorchino
- Pecorino rosso
- Piddiato
- Primosale
- Secondo sale
- Tuma

## Sources
- Site de la Commission européenne
- (it) Liste des produits agroalimentaires traditionnels (PAT) à partir du site de Ministère des Politiques agricoles, alimentaires et forestières italien (MIPAAF)
- (it) Prodotti agroalimentari tradizionali toscani
- (it) Prodotti agroalimentari tradizionali siciliani (Produits agroalimentaires traditionnels siciliennes)